# دهرود السفلي (مقاطعة دشتستان)
دهرود السفلی (بالفارسية: دهرود سفلی) هي قرية تقع في إيران في قسم دهرود الريفي. يقدر عدد سكانها بـ 1,666 نسمة .